# Gun Control Act of 1968
Gun Control Act of 1968 (GCA or GCA68), är en federal lag i USA signerad av dåvarande presidenten Lyndon Johnson som innebär en bred reglering av vapenindustrin och ägandet av vapen i USA. Lagens tillkomst kan ses mot bakgrund av morden på John F. Kennedy, hans bror Robert Kennedy och medborgarsättsaktivsterna Malcolm X och Martin Luther King, Jr..

## Kritik
Ett antal organisationer har riktat kritik mot delar av lagen eller lagen som helhet, däribland National Rifle Association.